# سونه ماینس
سونه ماینس (سوئدی: Sune Mangs؛ ‏ ۳۱ دسامبر ۱۹۳۲ – ۱۱ فوریهٔ ۱۹۹۴) بازیگر اهل سوئد بود.
از فیلم‌هایی که وی در آن نقش داشته‌است، می‌توان به  فانی و الکساندر و جای نگرانی نیست اشاره کرد.